# William North

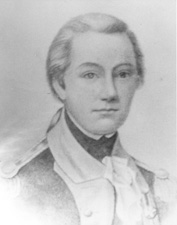
William North

William North, född 1755 i Fort Frederick, Massachusetts Bay-provinsen (i nuvarande Maine), död 3 januari 1836 i Duanesburg, New York, var en amerikansk federalistisk politiker.
Han deltog i nordamerikanska frihetskriget och flyttade efter kriget till Duanesburg, New York. Han utnämndes till USA:s senat när senator John Sloss Hobart 1798 avgick. Han tjänstgjorde i senaten från maj till augusti 1798. Därefter var han generaladjutant i United States Army 1798-1800.